# Goldschnabel-Seeschwalbe
Die Goldschnabel-Seeschwalbe (Sterna aurantia) auch Hinduseeschwalbe ist eine Vogelart aus der Unterfamilie der Seeschwalben (Sterninae). Sie kommt im Südwesten Chinas, im Süden Indiens, im Iran, im Mekongdelta, in Nepal und im Osten Pakistans vor, nicht in Sri Lanka. Ihr Verbreitungsgebiet umfasst nahezu ausschließlich Süßwasser: Flüsse, Seen oder Sümpfe.

## Beschreibung
Die Goldschnabel-Seeschwalbe ist 38 bis 46 cm groß, die Flügelspannweite beträgt 80 bis 85 cm. Sie ist eine große, wuchtige Erscheinung mit grau-weißer Unterseite, langem, tief gespaltenem Schwanz und kräftigem Schnabel mit schwarzer Spitze, beim brütenden Männchen orange-gelb. Die Geschlechter unterschieden sich nicht. Die Beine sind kurz und rot. Im Brutkleid sind Stirn, Scheitel und Nacken glänzend tintenschwarz, im Schlichtkleid grauweiß gefleckt mit schwarz gestreiftem Nacken.
Die Schnabelfärbung ist das beste Unterscheidungsmerkmal gegenüber der ähnlichen Schwarzbauch-Seeschwalbe.

## Stimme
Der Ruf des Männchens wird als lautes, scharfes „kyEEer“ und kurzes „krree“ beschrieben.

## Lebensweise
Die Nahrung besteht aus Fischen, Schalentieren, Kaulquappen und Wasserinsekten. Die Schwalbe ist gesellig, fliegt dicht über dem Wasser nach Beute suchend auf und ab, taucht mit angelegten Flügeln auch ganz ein.
Die Brutzeit liegt zwischen Februar und Mai, je nach Trockenzeit. Meist werden drei grünlich-graue bis gelbbraune, braun und schwarz gestreifte Eier direkt auf den Untergrund auf Sandbänken gelegt. Die Goldschnabel-Seeschwalbe ist ein Koloniebrüter.

## Gefährdungssituation
Die Goldschnabel-Seeschwalbe gilt als potentiell gefährdet (near threatened) aufgrund ihrer zahlenmäßigen Abnahme in großen Bereichen ihres Vorkommens.